# Ньюджент, Уильям, 10-й граф Уэстмит
Уильям Сент-Джордж Ньюджент, 10-й граф Уэстмит (28 ноября 1832 — 31 мая 1883) — англо-ирландский пэр. Он носил титул учтивости —  лорд Делвин с 1871 по 1879 год.

## Биография
Родился 28 ноября 1832 года. Второй сын Энтони Фрэнсиса Ньюджента, 9-го графа Уэстмита (1805—1879), и Энн Кэтрин Дейли (? — 1871), дочери Мэлаки Дейли и Джулии Берк. Он получил образование в Оскотт-колледже, Саттон-Колдфилд, Уорикшир, Англия.
Прапорщик 9-го пехотного полка с мая 1852 года, лейтенант с июня 1854 года . Участник Крымской войны с 27 ноября 1854 года, сражался при осаде Севастополя, включая неудачный штурм Большого Редана в июне. В июне 1856 года он получил звание капитана полка , а в мае 1861 года уволился из армии.
Главный шериф графства Голуэй (1875).
12 мая 1879 года после смерти своего отца Уильям Сент-Джордж Ньюджент унаследовал титулы 10-го графа Уэстмита (Пэрство Ирландии) и 15-го барона Делвина (Пэрство Ирландии) и 7-го барона Ньюджента из Риверстона (Пэрство Ирландии).
24 июля 1866 года он женился на Эмили Маргарет Блейк (? — 7 июля 1906), дочери Эндрю Уильяма Блейка и Марии Джулии Дейли. У супругов было семь детей:
- три безымянные дочери, умершие в младенчестве
- Леди Эмили Тереза Ньюджент (? — 23 сентября 1935), она вышла замуж за бригадного генерала Гардинера Хамфриса в 1906 году.
- Энтони Фрэнсис Ньюджент, 11-й граф Уэстмит (11 января 1870 — 12 декабря 1933), старший сын и преемник отца.
- Достопочтенный Уильям Эндрю Ньюджент (11 марта 1876 — 29 мая 1915) женился на Кэтлин Стоунер (? — 1935).
- Гилберт Чарльз Ньюджент, 12-й граф Уэстмит (9 мая 1880 — 20 ноября 1971).